# فیولتوفو
فیولتوفو (به ارمنی: Ֆիոլետովո) یک روستا در ارمنستان است که در استان لوری واقع شده‌است. فیولتوفو در ۱۷ کیلومتری شمال شرق وانادزور، مرکز استان لوری واقع شده‌است.

## خصوصیات
فیولتوفو ۱٬۳۷۳ نفر جمعیت دارد و ۱٬۶۷۰ متر بالاتر از سطح دریا واقع شده‌است.

## نگارخانه

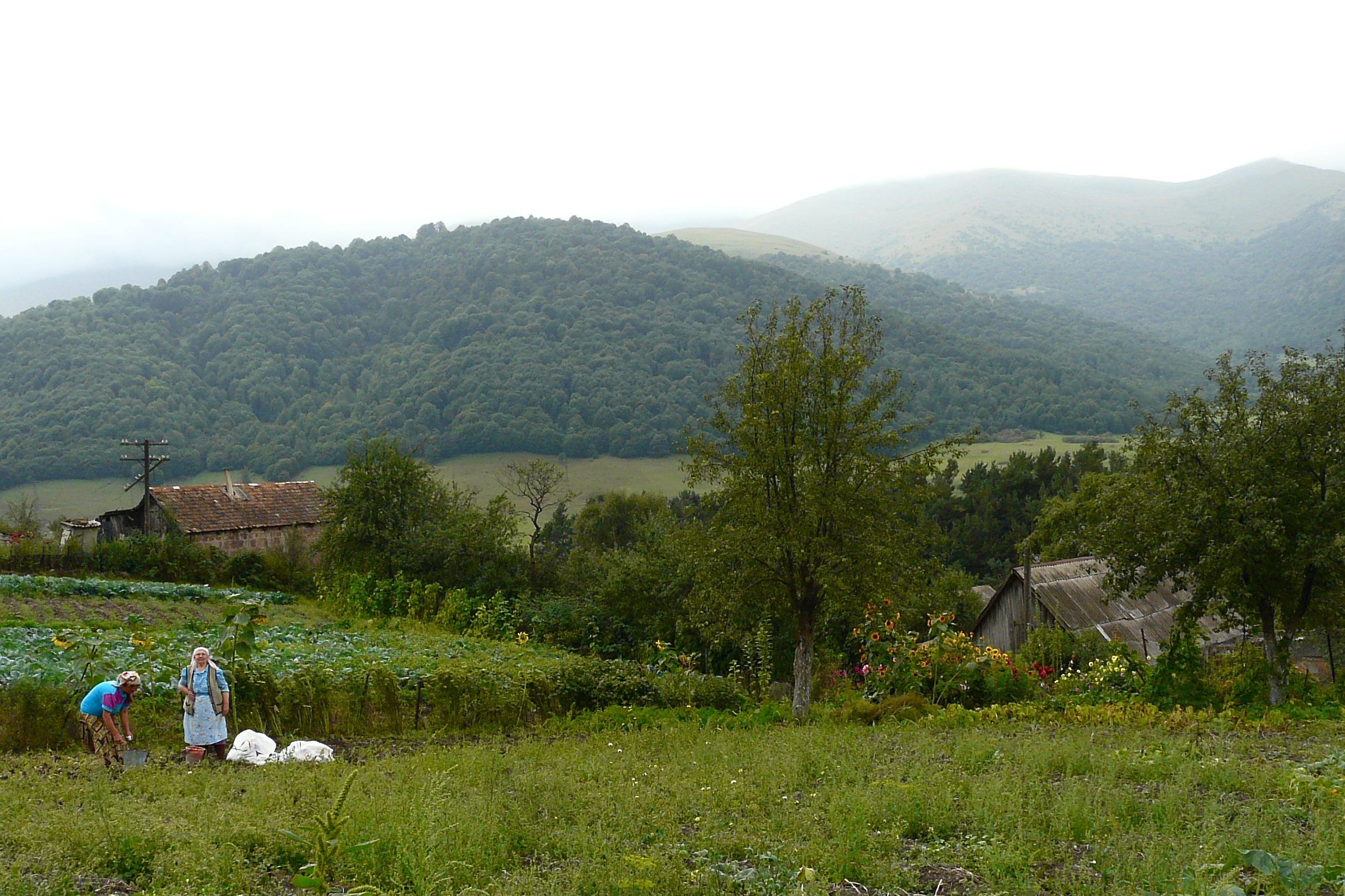
فیولتوفو
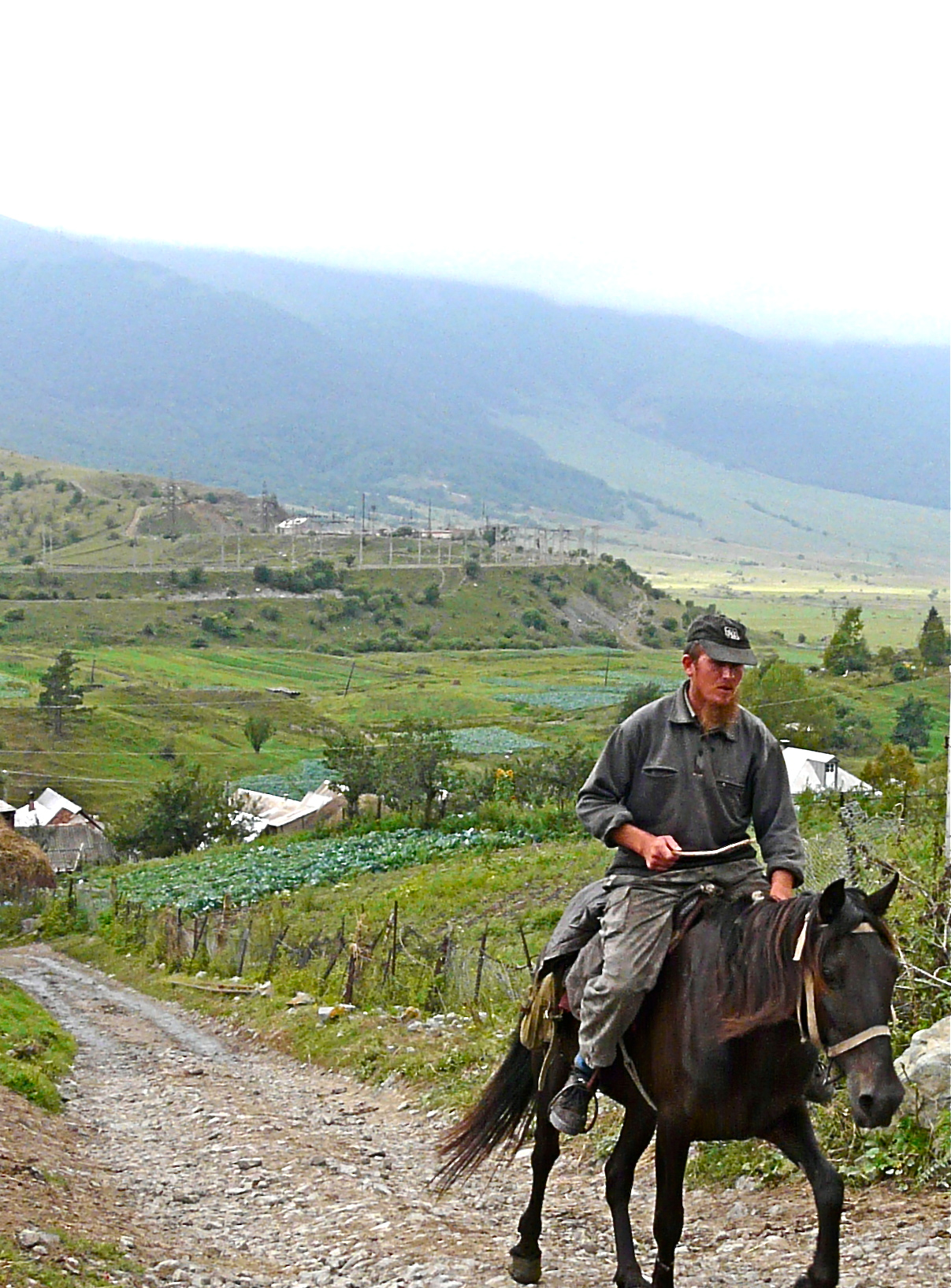
یک روستایی در فیولتوفو